# Yelena Nikítina
Yelena Valérievna Nikítina –en ruso, Елена Валерьевна Никитина– (Moscú, 2 de noviembre de 1992) es una deportista rusa que compite en skeleton. 
Participó en los Juegos Olímpicos de Sochi 2014, obteniendo la medalla de bronce en la prueba femenina.
Ganó cuatro medallas en el Campeonato Mundial de Skeleton, en los años 2016 y 2021, y cinco medallas en el Campeonato Mundial de Skeleton, entre los años 2013 y 2021.

## Palmarés internacional
| Juegos Olímpicos   | Juegos Olímpicos      | Juegos Olímpicos  | Juegos Olímpicos |
| Año                | Lugar                 | Medalla           | Prueba           |
| ------------------ | --------------------- | ----------------- | ---------------- |
| 2014               | Sochi (Rusia)         | 03 ! [ n 1 ]      | Individual       |
| Campeonato Mundial |                       |                   |                  |
| Año                | Lugar                 | Medalla           | Prueba           |
| 2016               | Igls (Austria)        | Medalla de plata  | Equipo mixto     |
| 2016               | Igls (Austria)        | Medalla de bronce | Individual       |
| 2021               | Altenberg (Alemania)  | Medalla de bronce | Individual       |
| 2021               | Altenberg (Alemania)  | Medalla de bronce | Equipo mixto     |
| Campeonato Europeo |                       |                   |                  |
| Año                | Lugar                 | Medalla           | Prueba           |
| 2013               | Igls (Austria)        | Medalla de oro    | Individual       |
| 2018               | Igls (Austria)        | Medalla de oro    | Individual       |
| 2019               | Igls (Austria)        | Medalla de plata  | Individual       |
| 2020               | Sigulda (Letonia)     | Medalla de oro    | Individual       |
| 2021               | Winterberg (Alemania) | Medalla de oro    | Individual       |

1. 1 2  El 22 de noviembre de 2017 el COI descalificó por dopaje a la medallista rusa.[1] El 1 de febrero de 2018 el TAS anuló la decisión del COI y restauró la medalla a la deportista.[2]